# Robert Chauchon
Robert Eugène Chauchon, né à Paris 15e le 7 avril 1922 et mort à Gap le 10 décembre 2015,, est un explorateur et aviateur français.

## Biographie
Il est le fils de Félix Chauchon et d'Eugénie Daniel. Il apprend le métier de monteur-câbleur. Pendant la Seconde Guerre mondiale, en Maurienne, il fait connaissance d'un groupe de jeunes réfractaires au Service du travail obligatoire et travaille comme bûcheron. Il rejoint le Massif Central dans le Cantal à Pleaux, où il entre dans la Résistance et commence une formation militaire à partir d'armes parachutées. Il prend part à plusieurs échauffourées ainsi qu'à la Libération de Clermont-Ferrand, de Vichy et de Lyon, au sein de la colonne rapide no 6 (CR 6). Il entre ensuite dans des écoles préparatoires au pilotage. Il dirige le Centre d'Entraînement des élèves de l'École de l'Air de Salon à Ancelle dans Hautes-Alpes mais démissionne.
Devenu chef de chantier au téléphérique de l'Aiguille du Midi à Chamonix, il est repéré par Paul-Émile Victor, qui, à la recherche de spécialistes pour mettre en place l'infrastructure technique et la logistique des expéditions polaires, l'engage dans les Expéditions polaires françaises.
D'avril à octobre en 1949, 1950 et 1951, il prend ainsi part aux campagnes d'été au Groenland, comme mécanicien, puis en tant que chef de raids et d'équipes de géologues en 1952, 1953, 1959. En 1952 et 1953, il conduit les expéditions aux camps V et VI pour y récupérer du matériel et faire quelques observations scientifiques,.
Il suit de nouveau des cours de pilotage à Guyancourt, Saint Cyr et Toussus-le-Noble et en 1954, est contacté pour étudier des liaisons par Weasel entre la France et l'Andorre par le Col d'Envalira. Avec un andorran, il fonde alors la société Artic équipée de deux Weasels. En 1957, il effectue des vols en haute-montagne et se spécialise dans les atterrissages sur glaciers. Il devient en 1958 instructeur à l'aéro-club de Luchon.
D'avril à octobre 1959, il participe à l'expédition internationale au Groenland. Instructeur à l'Aéro-club de France à Toussus-le-
Noble (1959-1960), il fonde la société Air Neige, dans le but de réaliser des liaisons aériennes entre les stations de sports d'hiver
et Nice, Marseille, Lyon ainsi que les principales villes du littoral méditerranéen, mais au printemps 1961, lors des essais d'atterrissages préliminaires à l'implantation du futur altiport de Meribel, son avion s'écrase. Fin 1962, il est engagé pour piloter un Lockheed AL 60 utilisé par l'Institut Géographique National. L'avion est basé au Castelet et le laboratoire photo à Carqueiranne. De nombreuses missions de photographies aériennes sont entreprises.
D'avril à septembre 1971, il participe à une reconnaissance de sites au Spitzberg puis il travaille en 1973 pour Air Alpes et effectue des vols en haute-montagne. En 1975, il passe chez Air Inter et prend part à la liaison aérienne Paris-Gap.
En juillet 1980, pour la 31e Expédition en Terre Adélie, il est nommé Chef d'hivernage. Le retour a lieu en décembre 1981.

## Hommage
Une plaque commémorative a été apposée en son honneur sur la façade de l'aéro-club du vol à voile de Saint-Pons en 2016.

## Publication
- 1955 : Groenland, 1948-1953 : transports par téléphérique
- 1994 : Demain il fera jour, Mallemoisson : Ed. de Haute-Provence, DL
- 1996 : Des régions polaires à la Provence, éditions de Haute-Provence